# Rajd Hiszpanii 2002
Rezultaty Rajdu Hiszpanii (38º Rallye Catalunya-Costa Brava (Rallye de España)), eliminacji Rajdowych Mistrzostw Świata w 2002 roku, który odbył się w dniach 22 – 24 marca. Była to czwarta runda czempionatu w tamtym roku i trzecia asfaltowa, a także druga w Junior WRC. Bazą rajdu było miasto Lloret de Mar. Zwycięzcami rajdu zostali Francuzi Gilles Panizzi i Hervé Panizzi w Peugeocie 206 WRC. Wyprzedzili oni Brytyjczyków Richarda Burnsa i Roberta Reida również w Peugeocie 206 WRC oraz rodaków Philippe’a Bugalskiego i Jean-Paula Chiaroniego jadących Citroënem Xsarą WRC. Z kolei w Junior WRC zwyciężyli Hiszpanie Daniel Solà i Alex Romaní, jadący Citroënem Saxo VTS S1600.
Rajdu nie ukończyło sześciu kierowców fabrycznych. Hiszpan Carlos Sainz w Fordzie Focusie WRC odpadł na 10. odcinku specjalnym z powodu wypadku. Fin Tommi Mäkinen w Subaru Imprezie WRC zrezygnował z dalszego udziału w rajdzie na 7. oesie z powodu awarii silnika. Z kolei Szwed Stig Blomqvist w Škodzie Octavii WRC odpadł na 7. oesie, także z powodu awarii silnika. Jego partner z zespołu Argentyńczyk Gabriel Pozzo doświadczył pożaru samochodu na 6. oesie. Z kolei dwaj kierowcy Citroëna Xsary WRC Szwed Thomas Rådström i Francuz Sébastien Loeb ulegli wypadkom. Pierwszy z nich odpadł na 6. oesie, a drugi – na 15. oesie.

## Klasyfikacja ostateczna
| Miejsce                     | Zawodnik                  | Pilot                     | Samochód                  | Czas                      | Strata                    | Grupa                     | Punkty                    |
| WRC (pierwsza dziesiątka)   | WRC (pierwsza dziesiątka) | WRC (pierwsza dziesiątka) | WRC (pierwsza dziesiątka) | WRC (pierwsza dziesiątka) | WRC (pierwsza dziesiątka) | WRC (pierwsza dziesiątka) | WRC (pierwsza dziesiątka) |
| --------------------------- | ------------------------- | ------------------------- | ------------------------- | ------------------------- | ------------------------- | ------------------------- | ------------------------- |
| 1.                          | Gilles Panizzi            | Hervé Panizzi             | Peugeot 206 WRC           | 3:34:09.0                 |                           | A8 M                      | 10                        |
| 2.                          | Richard Burns             | Robert Reid               | Peugeot 206 WRC           | 3:34:46.3                 | +37.3                     | A8 M                      | 6                         |
| 3.                          | Philippe Bugalski         | Jean-Paul Chiaroni        | Citroën Xsara WRC         | 3:35:22.5                 | +1:13.5                   | A8                        | 4                         |
| 4.                          | Marcus Grönholm           | Timo Rautiainen           | Peugeot 206 WRC           | 3:35:51.7                 | +1:42.7                   | A8 M                      | 3                         |
| 5.                          | Petter Solberg            | Phil Mills                | Subaru Impreza WRC        | 3:57:08.5                 | +2:28.2                   | A8 M                      | 2                         |
| 6.                          | Colin McRae               | Nicky Grist               | Ford Focus WRC            | 3:37:36.3                 | +3:27.3                   | A8 M                      | 1                         |
| 7.                          | Harri Rovanperä           | Risto Pietiläinen         | Peugeot 206 WRC           | 3:37:49.1                 | +3:40.1                   | A8                        |                           |
| 8.                          | Markko Märtin             | Michael Park              | Ford Focus WRC            | 3:37:52.9                 | +3:43.9                   | A8 M                      |                           |
| 9.                          | François Delecour         | Daniel Grataloup          | Mitsubishi Lancer WRC     | 3:39:37.6                 | +5:28.6                   | A8 M                      |                           |
| 10.                         | Freddy Loix               | Sven Smeets               | Hyundai Accent WRC        | 3:39:39.6                 | +5:30.6                   | A8 M                      |                           |
| JWRC (punktujący zawodnicy) |                           |                           |                           |                           |                           |                           |                           |
| 1. (19.)                    | Daniel Solà               | Alex Romaní               | Citroën Saxo VTS S1600    | 3:52:11.5                 |                           | A6                        | 10                        |
| 2. (20.)                    | Andrea Dallavilla         | Giovanni Bernacchini      | Citroën Saxo VTS S1600    | 3:53:01.8                 | +50.3                     | A6                        | 6                         |
| 3. (21.)                    | Giandomenico Basso        | Luigi Pirollo             | Fiat Punto S1600          | 3:54:25.6                 | +2:14.1                   | A6                        | 4                         |
| 4. (23.)                    | Gianluigi Galli           | Guido D’Amore             | Fiat Punto S1600          | 3:58:46.3                 | +6:34.8                   | A6                        | 3                         |
| 5. (24.)                    | Janne Tuohino             | Petri Vihavainen          | Citroën Saxo VTS S1600    | 3:59:31.3                 | +7:19.8                   | A6                        | 2                         |
| 6. (25.)                    | François Duval            | Jean-Marc Fortin          | Ford Puma S1600           | 3:59:33.1                 | +7:21.6                   | A6                        | 1                         |

1. ↑  Litera M przy oznaczeniu grupy do której należy samochód oznacza, iż tylko ci kierowcy zdobywali punkty dla swoich zespołów liczonych w klasyfikacji producentów na koniec sezonu.

## Zwycięzcy odcinków specjalnych
| Dzień      | Odcinek | G. rozp. | Nazwa              | Długość | Zwycięzca                    | Czas    | Lider rajdu    |
| ---------- | ------- | -------- | ------------------ | ------- | ---------------------------- | ------- | -------------- |
| 1 (22 MAR) | SS1     | 07:30    | Riudecanyes 1      | 12.66km | odcinek anulowany            | –       | –              |
| 1 (22 MAR) | SS2     | 09:05    | Pratdip 1          | 27.65km | Gilles Panizzi               | 16:37.8 | Gilles Panizzi |
| 1 (22 MAR) | SS3     | 11:33    | Escaladei 1        | 48.05km | Gilles Panizzi               | 29:17.6 | Gilles Panizzi |
| 1 (22 MAR) | SS4     | 14:18    | Riudecanyes 2      | 12.66km | Gilles Panizzi               | 8:32.4  | Gilles Panizzi |
| 1 (22 MAR) | SS5     | 14:58    | Pratdip 2          | 27.65km | Gilles Panizzi               | 16:44.2 | Gilles Panizzi |
| 1 (22 MAR) | SS6     | 17:26    | Escaladei 2        | 48.05km | Gilles Panizzi               | 29:19.6 | Gilles Panizzi |
| 2 (23 MAR) | SS7     | 10:10    | Coll de Bracons 1  | 19.66km | odcinek anulowany            | –       | Gilles Panizzi |
| 2 (23 MAR) | SS8     | 11:23    | Vallfogona 1       | 14.54km | odcinek anulowany            | –       | Gilles Panizzi |
| 2 (23 MAR) | SS9     | 12:16    | Llosses – Alpens 1 | 21.80km | Gilles Panizzi               | 13:19.9 | Gilles Panizzi |
| 2 (23 MAR) | SS10    | 14:34    | Coll de Bracons 2  | 19.66km | Petter Solberg               | 12:44.3 | Gilles Panizzi |
| 2 (23 MAR) | SS11    | 15:47    | Vallfogona 2       | 14.54km | Gilles Panizzi               | 8:30.3  | Gilles Panizzi |
| 2 (23 MAR) | SS12    | 16:40    | Llosses – Alpens 2 | 21.80km | Gilles Panizzi               | 13:20.4 | Gilles Panizzi |
| 3 (24 MAR) | SS13    | 08:25    | La Trona 1         | 12.90km | Richard Burns Gilles Panizzi | 8:18.8  | Gilles Panizzi |
| 3 (24 MAR) | SS14    | 09:35    | La Roca 1          | 5.05km  | Jesús Puras                  | 3:02.1  | Gilles Panizzi |
| 3 (24 MAR) | SS15    | 10:03    | Viladrau 1         | 35.18km | Richard Burns                | 21:14.9 | Gilles Panizzi |
| 3 (24 MAR) | SS16    | 12:01    | La Trona 2         | 12.90km | Gilles Panizzi               | 8:17.9  | Gilles Panizzi |
| 3 (24 MAR) | SS17    | 13:11    | La Roca 2          | 5.05km  | Markko Märtin Gilles Panizzi | 3:04.6  | Gilles Panizzi |
| 3 (24 MAR) | SS18    | 13:39    | Viladrau 2         | 35.18km | Petter Solberg               | 21:23.7 | Gilles Panizzi |

## Klasyfikacja po 4 rundach
Tabele przedstawiają tylko pięć pierwszych miejsc.

### Kierowcy
| Lp. | Kierowca        | Pkt |
| --- | --------------- | --- |
| 1   | Marcus Grönholm | 21  |
| 2   | Gilles Panizzi  | 20  |
| 3   | Richard Burns   | 13  |
| 4   | Tommi Mäkinen   | 10  |
| 5   | Carlos Sainz    | 9   |

### Producenci
| Lp. | Producent                    | Pkt |
| --- | ---------------------------- | --- |
| 1   | Peugeot Total                | 52  |
| 2   | Ford Rallye Sport            | 25  |
| 3   | 555 Subaru WRT               | 20  |
| 4   | Marlboro Mitsubishi Ralliart | 6   |
| 5   | Hyundai Castrol WRT          | 1   |